# Cavallo di battaglia
In ambito musicale, con l'espressione cavallo di battaglia, equivalente all'espressione inglese signature song, si intende la canzone (o le canzoni) con cui un cantante o un gruppo di fama ben consolidata nel tempo vengono maggiormente associati, identificati o riconosciuti dal pubblico, quella che suscita maggiori reazioni entusiastiche nella platea, indipendentemente dal fatto che l'artista o il gruppo possa aver inciso anche altri brani di successo nel corso della loro carriera.

## Importanza
La scelta può essere operata spontaneamente dal pubblico che ne decreta il successo, tuttavia non di rado è parte di una strategia di marketing studiata e sviluppata dalla casa discografica per strutturare e consolidare nel tempo la carriera e la fama di un musicista o di una band, incentivarne le vendite e creare o rinforzare il rapporto con i fan. Essa può talvolta rivelarsi un'arma a doppio taglio per l'artista, il quale ne rimane per certi versi intrappolato, vedendosi di fatto costretto a eseguirla ad ogni esibizione, o venendo a lungo identificato con quel brano, pur avendone incisi numerosi altri.